# Rolette (Dakota del Norte)
Rolette es una ciudad ubicada en el condado de Rolette en el estado estadounidense de Dakota del Norte. En el censo de 2010 tenía una población de 594 habitantes y una densidad poblacional de 230,5 personas por km².

## Geografía
Según la Oficina del Censo de los Estados Unidos, Rolette tiene una superficie total de 2.58 km², de la cual 2.58 km² corresponden a tierra firme y (0%) 0 km² es agua.

## Demografía
Según el censo de 2010, había 594 personas residiendo en Rolette. La densidad de población era de 230,5 hab./km². De los 594 habitantes, Rolette estaba compuesto por el 56.9% blancos, el 0.17% eran afroamericanos, el 37.88% eran amerindios, el 0% eran asiáticos, el 0% eran isleños del Pacífico, el 0.17% eran de otras razas y el 4.88% pertenecían a dos o más razas. Del total de la población el 1.01% eran hispanos o latinos de cualquier raza.